# هيرومي ماتسوناغا
هيرومي ماتسوناغا (باليابانية: 松永浩美؛ بالكانا: まつなが ひろみ) هو لاعب كرة قاعدة ياباني، ولد في 27 سبتمبر 1960 في ياهاتا-هيغاشي-كو في اليابان.

## وصلات خارجية
- هيرومي ماتسوناغا على موقع الدوري الياباني لكرة القاعدة (الإنجليزية)
- هيرومي ماتسوناغا على موقعبيزبول رفرنس.كوم (الدوري الثانوي) (الإنجليزية)